# 恩斯加登
恩斯加登是德国巴伐利亚州的一个市镇。总面积7.50平方公里，总人口1538人，其中男性792人，女性746人（2011年12月31日），人口密度205人/平方公里。